# Cerniiv, Tîsmenîțea
Cerniiv (în ucraineană Черніїв) este o comună în raionul Tîsmenîțea, regiunea Ivano-Frankivsk, Ucraina, formată numai din satul de reședință.

## Demografie
Componența lingvistică a comunei Cerniiv
     Ucraineană (99,42%)
     Alte limbi (0,58%)
Conform recensământului din 2001, majoritatea populației comunei Cerniiv era vorbitoare de ucraineană (99,42%), existând în minoritate și vorbitori de alte limbi.